# Europamästerskapen i kortbanesimning 2017
Europamästerskapen i kortbanesimning 2017 var de 23:e europamästerskapen i kortbanesimning, och arrangerades i Köpenhamn i Danmark från 13 till 17 december 2017. Mästerskapet var det första stora sportevenemanget i arenan Royal Arena.
Ryssland blev den mest framgångsrika nationen med 18 medaljer varav nio guld.
Beslutet att Köpenhamn skulle bli värdstad för mästerskapen offentliggjordes i oktober 2015, och innebar andra gången som dessa tävlingar arrangerades i Danmark, 2013 hade tävlingarna avgjorts i Herning.

## Medaljsummering

### Herrar
Totalt 40 grenar avgjordes under mästerskapen.
| Disciplin       | Guld                                                                             | Guld           | Silver                                                           | Silver     | Brons                                                                | Brons        |
| Distans         | Tävlande                                                                         | Tid            | Tävlande                                                         | Tid        | Tävlande                                                             | Tid          |
| 50 m frisim     | Vladimir Morozov (RUS)                                                           | 20,31 0MR0 NR0 | Ben Proud (GBR)                                                  | 20,66 0NR0 | Luca Dotto (ITA)                                                     | 20,78        |
| 100 m frisim    | Luca Dotto (ITA)                                                                 | 46,11          | Pieter Timmers (BEL)                                             | 46,54 0NR0 | Duncan Scott (GBR)                                                   | 46,64        |
| 200 m frisim    | Danas Rapšys (LTU)                                                               | 1.40,85        | Aleksandr Krasnych (RUS)                                         | 1.42,22    | Duncan Scott (GBR)                                                   | 1.43,07      |
| 400 m frisim    | Aleksandr Krasnych (RUS)                                                         | 3.35,51        | Péter Bernek (HUN)                                               | 3.35,96    | Henrik Christiansen (NOR)                                            | 3.38,63      |
| 1500 m frisim   | Mychajlo Romantjuk (UKR)                                                         | 14.14,59 0NR0  | Gregorio Paltrinieri (ITA)                                       | 14.22,93   | Henrik Christiansen (NOR)                                            | 14.25,66     |
| 50 m ryggsim    | Simone Sabbioni (ITA)                                                            | 23,05 0NR0     | Kliment Kolesnikov (RUS)                                         | 23,07      | Jérémy Stravius (FRA)                                                | 23,12        |
| 100 m ryggsim   | Kliment Kolesnikov (RUS)                                                         | 48,99          | Simone Sabbioni (ITA)                                            | 49,68 0NR0 | Robert Glință (ROU)                                                  | 49,99 0NR0   |
| 200 m ryggsim   | Kliment Kolesnikov (RUS)                                                         | 1.48,02 0MR0   | Radosław Kawęcki (POL)                                           | 1.48,46    | Danas Rapšys (LTU)                                                   | 1.49,06 0NR0 |
| 50 m bröstsim   | Fabio Scozzoli (ITA)                                                             | 25,62 0MR0 ER0 | Kirill Prigoda (RUS)                                             | 25,68      | Adam Peaty (GBR)                                                     | 25,70 0NR0   |
| 100 m bröstsim  | Adam Peaty (GBR)                                                                 | 55,94 0MR0 ER0 | Fabio Scozzoli (ITA)                                             | 56,15 0NR0 | Kirill Prigoda (RUS)                                                 | 56,28        |
| 200 m bröstsim  | Kirill Prigoda (RUS)                                                             | 2.01,11 0NR0   | Marco Koch (GER)                                                 | 2.01,52    | Michail Dorinov (RUS)                                                | 2.01,85      |
| 50 m fjärilsim  | Aleksandr Popkov (RUS)                                                           | 22,42          | Andrij Hovorov (UKR)                                             | 22,43      | Sebastian Sabo (SRB) · Benjamin Proud (GBR)                          | 22,44        |
| 100 m fjärilsim | Matteo Rivolta (ITA)                                                             | 49,93          | Piero Codia (ITA)                                                | 49,96      | Marius Kusch (GER)                                                   | 50,01        |
| 200 m fjärilsim | Aleksandr Charlanov (RUS)                                                        | 1.50,54        | Andreas Vazaios (GRE)                                            | 1.51,29    | Tamás Kenderesi (HUN)                                                | 1.52,25      |
| 100 m medley    | Marco Orsi (ITA)                                                                 | 51,76 0NR0     | Sergej Fesikov (RUS)                                             | 51,94      | Kyle Stolk (NED)                                                     | 51,99        |
| 200 m medley    | Philip Heintz (GER)                                                              | 1.52,41        | Andreas Vazaios (GRE)                                            | 1.53,27    | Tomoe Zenimoto Hvas (NOR)                                            | 1.54,16      |
| 400 m medley    | Péter Bernek (HUN)                                                               | 3.59,47        | Philip Heintz (GER)                                              | 4.03,16    | Gergely Gyurta (HUN)                                                 | 4.06,33      |
| 4×50 m frisim   | Ryssland Kliment Kolesnikov Vladimir Morozov Sergej Fesikov Michail Vekovisjtjev | 1.23,23        | Italien Luca Dotto Lorenzo Zazzeri Alessandro Miressi Marco Orsi | 1.23,67    | Polen Paweł Juraszek Filip Wypych Jakub Ksiazek Konrad Czerniak      | 1.24,44 0NR0 |
| 4×50 m medley   | Ryssland Kliment Kolesnikov Kirill Prigoda Aleksandr Popkov Vladimir Morozov     | 1.30,44 0VR0   | Italien Simone Sabbioni Fabio Scozzoli Piero Codia Luca Dotto    | 1.31,91    | Belarus Pavel Sankovitj Ilja Sjymanovitj Jauhen Tsurkin Anton Latkin | 1.31,06      |

### Damer
| Disciplin       | Guld                                                                                | Guld         | Silver                                                                         | Silver       | Brons                                                                           | Brons        |
| Distans         | Tävlande                                                                            | Tid          | Tävlande                                                                       | Tid          | Tävlande                                                                        | Tid          |
| 50 m frisim     | Sarah Sjöström (SWE)                                                                | 23,30 0MR0   | Ranomi Kromowidjojo (NED)                                                      | 23,31        | Pernille Blume (DEN)                                                            | 23,49 0NR0   |
| 100 m frisim    | Ranomi Kromowidjojo (NED)                                                           | 50,95 0MR0   | Sarah Sjöström (SWE)                                                           | 51,03        | Pernille Blume (DEN)                                                            | 51,63        |
| 200 m frisim    | Charlotte Bonnet (FRA)                                                              | 1.52,19      | Femke Heemskerk (NED)                                                          | 1.53,41      | Veronika Andrusenko (RUS)                                                       | 1.53,75      |
| 400 m frisim    | Boglárka Kapás (HUN)                                                                | 3.58,15 0NR0 | Sarah Köhler (GER)                                                             | 3.59,12 0NR0 | Julia Hassler (LIE)                                                             | 4.02,43 0NR0 |
| 800 m frisim    | Sarah Köhler (GER)                                                                  | 8.10,65 0NR0 | Boglárka Kapás (HUN)                                                           | 8.11,13      | Simona Quadarella (ITA)                                                         | 8.16,53      |
| 50 m ryggsim    | Katinka Hosszú (HUN)                                                                | 25,95        | Alicja Tchórz (POL)                                                            | 26,09        | Maaike de Waard (NED)                                                           | 26,40        |
| 100 m ryggsim   | Katinka Hosszú (HUN)                                                                | 55,66        | Kira Toussaint (NED)                                                           | 56,21 0NR0   | Maria Kameneva (RUS)                                                            | 57,01        |
| 200 m ryggsim   | Katinka Hosszú (HUN)                                                                | 2.01,59      | Daryna Zevina (UKR)                                                            | 2.02,27      | Margherita Panziera (ITA)                                                       | 2.02,43 0NR0 |
| 50 m bröstsim   | Rūta Meilutytė (LTU)                                                                | 29,36        | Jenna Laukkanen (FIN)                                                          | 29,54 0NR0   | Sophie Hansson (SWE)                                                            | 29,77 0NR0   |
| 100 m bröstsim  | Rūta Meilutytė (LTU)                                                                | 1.03,79      | Jenna Laukkanen (FIN)                                                          | 1.04,25 0NR0 | Jessica Vall (ESP)                                                              | 1.04,80 0NR0 |
| 200 m bröstsim  | Jessica Vall (ESP)                                                                  | 2.18,41 0NR0 | Rikke Møller Pedersen (DEN)                                                    | 2.19,53      | Fanny Lecluyse (BEL)                                                            | 2.19,86      |
| 50 m fjärilsim  | Ranomi Kromowidjojo (NED)                                                           | 24,78        | Emilie Beckmann (DEN)                                                          | 25,16        | Maaike de Waard (NED)                                                           | 25,46        |
| 100 m fjärilsim | Sarah Sjöström (SWE)                                                                | 55,00 0MR0   | Marie Wattel (FRA)                                                             | 55,97        | Emilie Beckmann (DEN)                                                           | 56,22        |
| 200 m fjärilsim | Franziska Hentke (GER)                                                              | 2.03,92      | Ilaria Bianchi (ITA)                                                           | 2.04,22 0NR0 | Lara Grangeon (FRA)                                                             | 2.04,31      |
| 100 m medley    | Katinka Hosszú (HUN)                                                                | 56,97        | Sarah Sjöström (SWE)                                                           | 57,92        | Susann Bjørnsen (NOR)                                                           | 59,26        |
| 200 m medley    | Katinka Hosszú (HUN)                                                                | 2.04,43      | Evelyn Verrasztó (HUN)                                                         | 2.08,09      | Ilaria Cusinato (ITA)                                                           | 2.08,19      |
| 400 m medley    | Katinka Hosszú (HUN)                                                                | 4.24,78      | Lara Grangeon (FRA)                                                            | 4.28,77      | Fantine Lesaffre (FRA)                                                          | 4.30,68      |
| 4×50 m frisim   | Nederländerna Ranomi Kromowidjojo Femke Heemskerk Tamara van Vliet Valerie van Roon | 1.33,91 0VR0 | Sverige Michelle Coleman Sarah Sjöström Louise Hansson Nathalie Lindborg       | 1.35,92      | Danmark Emilie Beckmann Mie Østergaard Nielsen Julie Kepp Jensen Pernille Blume | 1.36,02      |
| 4×50 m medley   | Sverige Hanna Rosvall Sophie Hansson Sarah Sjöström Michelle Coleman                | 1.44,43 0NR0 | Danmark Julie Kepp Jensen Rikke Møller Pedersen Emilie Beckmann Pernille Blume | 1.45,00      | Frankrike Mathilde Cini Charlotte Bonnet Mélanie Henique Marie Wattel           | 1.45,35 0NR0 |

### Mix
| Disciplin     | Guld                                                                           | Guld         | Silver                                                                        | Silver       | Brons                                                                    | Brons        |
| Distans       | Tävlande                                                                       | Tid          | Tävlande                                                                      | Tid          | Tävlande                                                                 | Tid          |
| 4×50 m frisim | Nederländerna Nyls Korstanje Kyle Stolk Ranomi Kromowidjojo Femke Heemskerk    | 1.28,39 0VR0 | Ryssland Vladimir Morozov Sergej Fesikov Maria Kameneva Rozalija Nasretdinova | 1.28,53 0NR0 | Italien Luca Dotto Marco Orsi Federica Pellegrini Erika Ferraioli        | 1.29,38      |
| 4×50 m medley | Nederländerna Kira Toussaint Arno Kamminga Joeri Verlinden Ranomi Kromowidjojo | 1.37,71 0MR0 | Belarus Pavel Sankovitj Ilja Sjymanovitj Anastasija Sjkurdai Julija Chitraja  | 1.37,74 0NR0 | Frankrike Jérémy Stravius Theo Bussiere Mélanie Henique Charlotte Bonnet | 1.37,75 0NR0 |

Rekordförkortningar: 0VR0 Världsrekord, 0ER0 Europarekord, 0NR0 Nationsrekord, 0MR0 Mästerskapsrekord.